# The Return of the Aquabats
The Return of the Aquabats è l'album di esordio degli Aquabats, uscito nel 1996.

## Tracce
Tutte le canzoni sono scritte gli Aquabats eccetto Idiot Box, scritta dai GOGO13.
1. Playdough! – 3:40
2. Martian Girl! – 3:45
3. Ska Robot Army! – 2:11
4. Idiot Box! – 2:11
5. Pinch And Roll! – 4:20
6. Tarantula! – 3:42
7. Marshmallow Man! – 2:58
8. Aquabat March! – 3:14
9. CD Repo Man! – 3:17
10. It's Crazy, Man! – 5:06

## Formazione
- The MC Bat Commander (Christian Jacobs)  - voce
- Catboy (Boyd Terry) - tromba, chitarra
- Crash McLarson (Chad Larson)  - basso
- King Adam (Adam Deibert) - batteria

## Altri musicisti
- Ben Schultz - Sassofono contralto
- John Pantle - Trombone